# Lublass
Lublass oder Lublaß ist ein Weiler in der Fraktion Kaltenhaus der Gemeinde Matrei in Osttirol.

## Geographie
Lublass liegt im Tauerntal bzw. am Nordrand des Matreier Talkessel rund 150 Meter über bzw. nördlich des Tauernbachs. Der Ortschaft besteht aus vier Gebäuden. Der Gasthof Lublasser (Kaltenhaus 21) und der Bauernhof Lublasser (Kaltenhaus 4) befinden sich südlich der Felbertauernstraße, das Gebäude Kaltenhaus 23 nördlich davon. Etwa 400 Meter südöstlich von dieser Häusergruppe liegt zudem das sogenannte Felbertauernstüberl (Kaltenhaus 24). 